# Немдинский мост
Немдинский мост (луговомар. Лемде кӱвар) — древний мост на реке Немде. С давних пор почитался марийцами. Они считали, что под ним живёт Керемет, старающийся стащить в воду всякого, кто ехал по мосту. Разрушен по поручению казанского митрополита Филарета в 1830 году немного ранее подрыва алтаря главной и самой известной языческой святыни марийцев — горы Чумбылата.